# Ballston (Oregon)
Ballston (korábban Ballsville) az Amerikai Egyesült Államok északnyugati részén, Oregon állam Polk megyéjében elhelyezkedő önkormányzat nélküli település.

## Története
A települést 1878-ban alapította Isaac Ball angol emigráns. A Ballsville név 1880-ban Ballstonra változott. A posta 1953-tól a sheridani hivatal telephelyeként működött, 1969-ben pedig megszűnt.
A helységet egykor kiszolgálta a Dayton, Sheridan and Grande Ronde Railroad (később Oregonian Railway) vasútvonala.
1915-ben a 104 lakosú településen egy iskola, kettő templom és kettő testvériségi szervezet volt. Az 1855-ben épült iskola a megye (egyesek szerint az állam) legrégebbi oktatási intézménye; területét magában foglalja a Ballston County Park. A Ballston Community Club rendszeres találkozókat szervez az Airlie-ből ideköltöztetett egykori tanintézményben.

## Fordítás
- Ez a szócikk részben vagy egészben  a   Ballston, Oregon című angol Wikipédia-szócikk ezen változatának fordításán alapul.  Az eredeti cikk szerkesztőit annak laptörténete sorolja fel. Ez a jelzés csupán a megfogalmazás eredetét és a szerzői jogokat jelzi, nem szolgál a cikkben szereplő információk forrásmegjelöléseként.